# Сергеевка (Солонянский район)
Сергеевка (укр. Сергіївка) — село,
Солонянский поселковый совет,
Солонянский район,
Днепропетровская область,
Украина.
Код КОАТУУ — 1225055106. Население по переписи 2001 года составляло 141 человек .

## Географическое положение
Село Сергеевка находится в 1,5 км от правого берега реки Сухая Сура,
на расстоянии в 1 км от села Широкое.
По селу протекает пересыхающий ручей с запрудой.